# Skagersholm

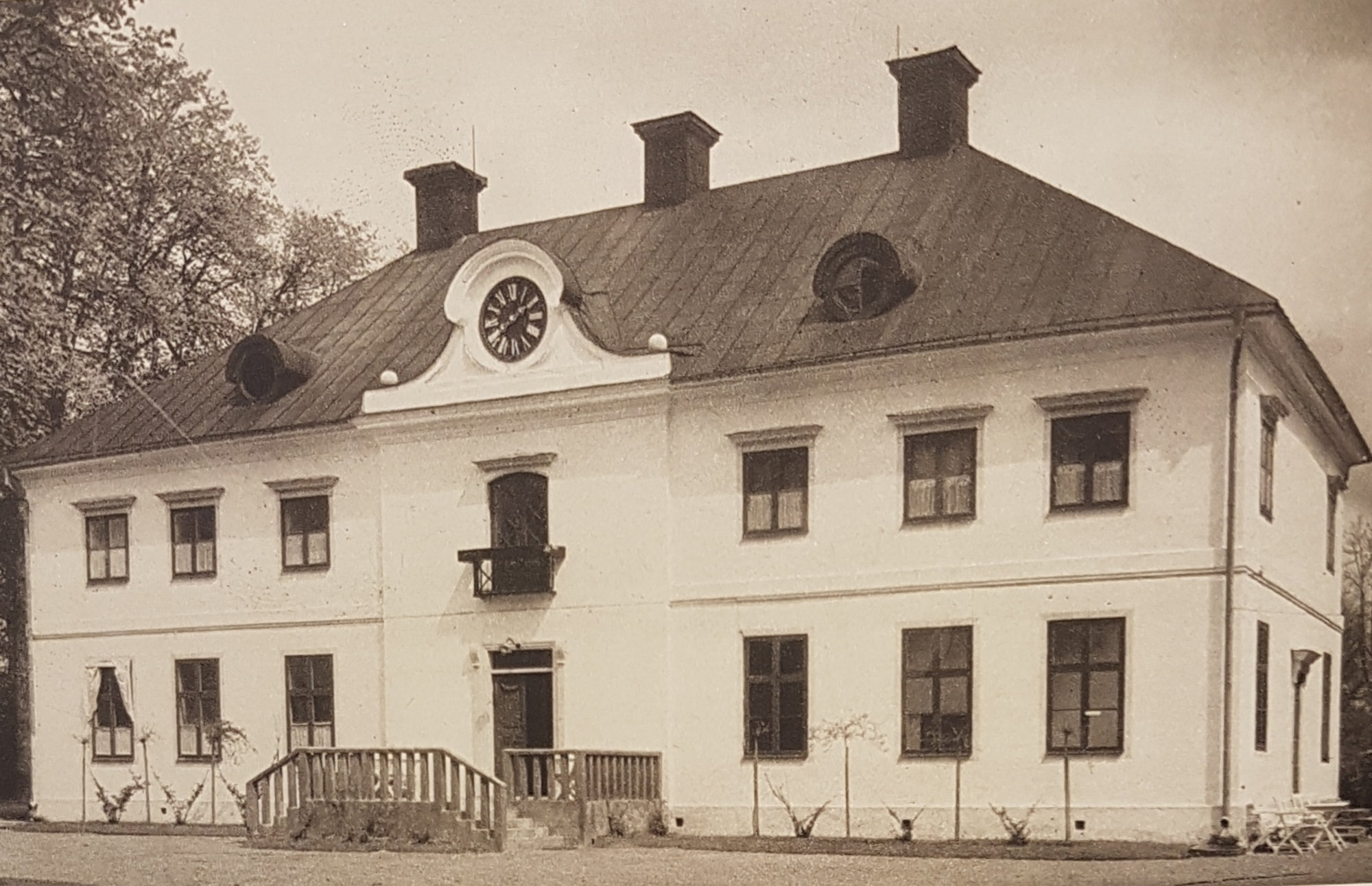
Herrgårdsbyggnaden

Skagersholm är en herrgård och ett tidigare bruk i Finnerödja socken i Laxå kommun.

## Historia

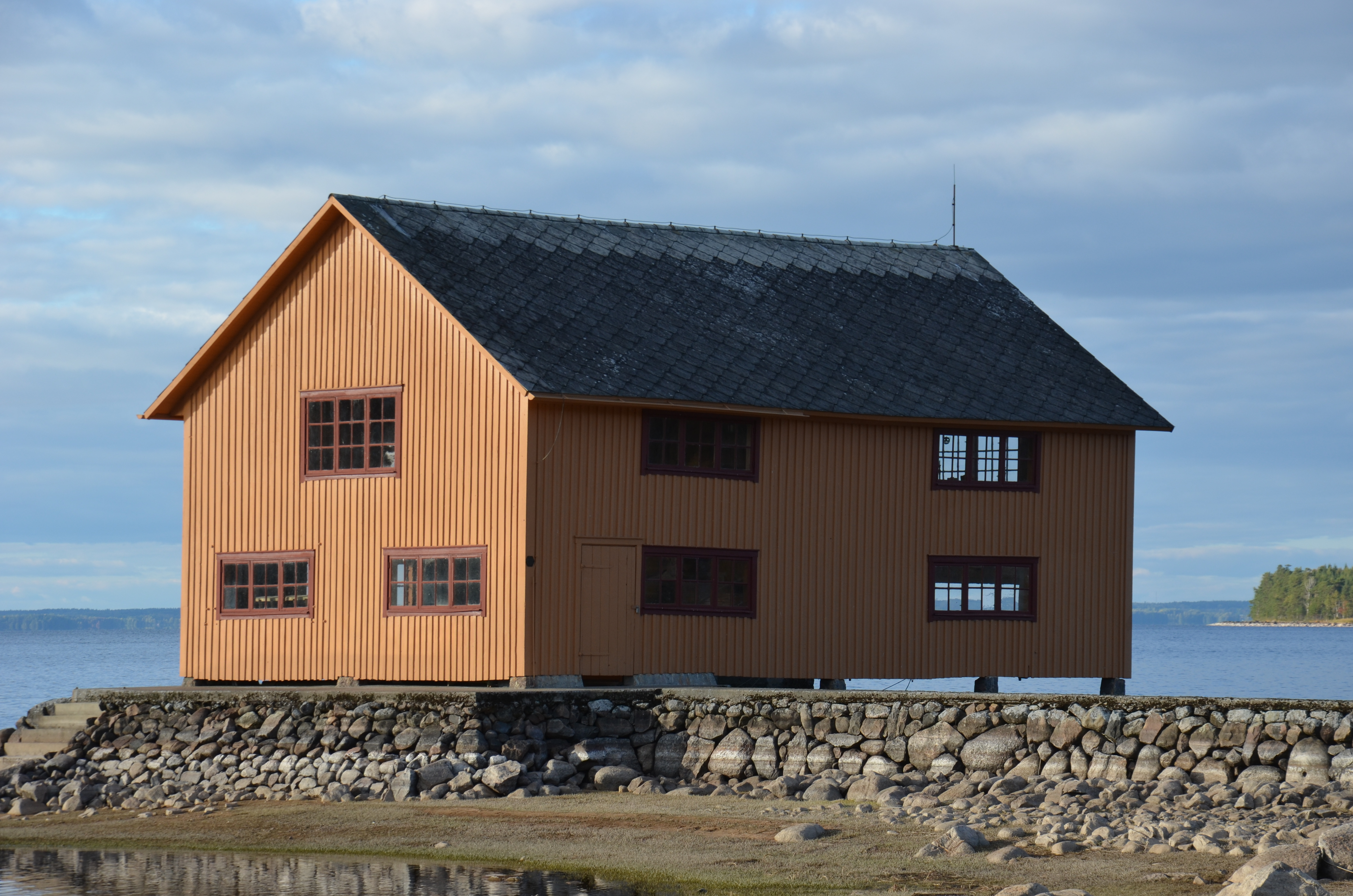
Det kulturminnesmärkta båthuset vid Skagersholm

Egendomen Skagersholm bildades 1624 av riksrådet Conrad Falkenberg genom uppköp av och sammanslagning av fyra mindre gårdar. Under andra hälften av 1600-talet startades järnförädling av sonen Henrik Falkenberg. De fyra flyglarna uppfördes på 1600-talet och nuvarande corps de logiet stod klart år 1751. Egendomen ägdes av familjen Falkenberg i ytterligare två generationer, och såldes i mitten av 1700-talet. 
Bruket var under ägandeskap av familjen Camitz under 1800-talet ett av de största i Västergötland, men järnhanteringen lades ned på 1870-talet i samband med att egendomen såldes 1871. Bruket köptes 1871 av ingenjören Thorsten Nordenfelt som planerade att införa ståltilverkning vid bruket enligt den engelska martinmetoden. Nordenfelt sålde bruket vidare till Pehr Lagerhjelm 1873 som överförde egendomen till Bofors-Gullspång AB. Under 1899 köptes gården av Laxå bruk under Carl Sahlins ledning.
Egendomen köptes därefter 1918 av Gunnar W Andersson, som också 1937 lät bygga ett tvåvånings båthus i funkisstil vid Västerängsviken, vid Järnbodudden, i sjön Skagern. Båthuset ligger på en tidigare pir för utfrakt av stångjärn i Skagern. I detta fanns också på övervåningen en ateljé, som disponerades av Anderssons vän Frans Timén. Båthuset är i allt väsentligt oförändrat sedan det uppfördes och förklarades i december 2010, tillsammans med piren, som byggnadsminnesmärke. Andersson donerade 1936 gården till Kooperativa Förbundet som semesterhem för personalen. År 1991 köptes egendomen tillbaka av – i rakt nedstigande led – ättlingar till grundaren riksrådet Conrad Falkenberg. Egendomen ägs och bebos sedan dess av familjen Beck-Friis.